# NGC 6831
NGC 6831 est une galaxie lenticulaire située dans la constellation du Dragon. Sa vitesse par rapport au fond diffus cosmologique est de 3 283 ± 51 km/s, ce qui correspond à une distance de Hubble de 48,4 ± 3,5 Mpc (∼158 millions d'al). NGC 6831 a été découverte par l'astronome américain Lewis Swift en 1886.
En raison d'une brillance de surface égale à 14,03 mag/am2, on peut qualifier NGC 6831 de galaxie à faible brillance de surface (LSB en anglais pour low surface brightness). Les galaxies LSB sont des galaxies diffuses (D) avec une brillance de surface inférieure de moins d'une magnitude à celle du ciel nocturne ambiant.